# Vem dançar kuduro
Vem dançar kuduro è un singolo del cantante francese Lucenzo in collaborazione col rapper statunitense Big Ali.
Il brano è stato prodotto in lingua portoghese e inglese con inserti di spagnolo e divenne una dance hit conosciuta prevalentemente nell'Europa occidentale.

## Descrizione
Vem dançar kuduro, il cui titolo significa letteralmente "vieni a ballare il kuduro", ebbe un grandissimo successo in Francia. Il singolo raggiunse la numero 2 nella Top 50 classifiche francesi e la numero 1 della Top 40 Club francese.
La canzone viene messa in ombra rispetto al remix dell'anno dopo di Don Omar e dello stesso Lucenzo, Danza kuduro, che si basa sempre sulla stessa canzone ma è cantata in spagnolo e portoghese.

## Classifiche
| Classifica (2010) | Posizione massima |
| ----------------- | ----------------- |
| Austria           | 3                 |
| Belgio (Vallonia) | 55                |
| Danimarca         | 14                |
| Finlandia         | 12                |
| Francia           | 2                 |
| Norvegia          | 15                |
| Paesi Bassi       | 1                 |
| Svezia            | 1                 |
| Svizzera          | 31                |